# Tweede Kamerverkiezingen 2023/Kandidatenlijst/JA21
Dit is de kandidatenlijst voor de Tweede Kamerverkiezingen van 2023 van JA21 zoals die op 13 oktober 2023 is vastgesteld door de Kiesraad.

## De lijst
- vet: verkozen
- schuin: voorkeurdrempel overschreden

1. Joost Eerdmans - 53.675 stemmen
2. Annabel Nanninga - 10.132
3. Simon Ceulemans - 424
4. Elrie Bakker-Derks - 1.137
5. Don van Doorn - 215
6. Maarten Goudzwaard - 539
7. Philippe Schyns - 520
8. Kelly Uiterwijk - 558
9. Ronald Dijksterhuis - 223
10. Daniël van den Berg - 218
11. Harry Omlo - 279
12. Stijn Hesselink - 233
13. Kevin Nuijten - 149
14. Servaas Roos - 198
15. Maryam Soltani - 154
16. Leon Baten - 50
17. Hans Kövi - 52
18. Luuk Wilson - 61
19. Thom van Vugt - 83
20. Annemoon Wanders - 164
21. Ilona Lodders - 251
22. Bart Vos - 94
23. Frank Kauffmann - 186
24. Marco de Rijke - 150
25. Geert Hogendoorn - 103
26. Cynthia Gordijn - 333
27. Jorik Bloemenkamp - 174
28. Jan-Willem Waitz - 81
29. Alberto Veenvliet - 86
30. Jan-Martin Koetje - 166
31. Marc Buijs - 37
32. Ronald Buijt - 19
33. Martin Kersten - 59
34. Gabe de Groot - 72
35. Kishoor Hieralal - 39
36. Roy Blijlevens - 123
37. Marco Pastors - 54
38. Simon Fortuijn - 254

2021 · 2023
VVD · D66 · GroenLinks-PvdA · PVV · CDA · SP · Forum voor Democratie · Partij voor de Dieren · ChristenUnie · Volt · JA21 · SGP · DENK · 50PLUS · BBB · BIJ1 · Piratenpartij - De Groenen · BVNL / Groep Van Haga · Nieuw Sociaal Contract · Splinter · Libertaire Partij · LEF - Voor de Nieuwe Generatie · Samen voor Nederland · Nederland met een PLAN · PartijvdSport · Politieke Partij voor Basisinkomen